# Omar Alghabra
Omar Alghabra, né le 24 octobre 1969 à Al-Khobar en Arabie saoudite, est un ingénieur et homme politique canadien.
Membre du Parti libéral du Canada, il est député à la Chambre des communes du Canada de la circonscription de Mississauga—Erindale de 2006 à 2008 et de la circonscription de Mississauga-Centre de 2015 à 2025. Il est ministre des Transports de janvier 2021 à juillet 2023 dans le gouvernement de Justin Trudeau.

## Biographie
Né le 24 octobre 1969 à Al-Khobar en Arabie saoudite, Omar Alghabra devient député à la Chambre des communes du Canada, représentant la circonscription ontarienne de Mississauga—Erindale lors de l'élection fédérale de 2006 sous la bannière du Parti libéral du Canada. Tentant une réélection en 2008 et en 2011, il est défait à chaque occasion par le conservateur Bob Dechert.
En 2015, il se présente pour le Parti libéral dans la nouvelle circonscription de Mississauga-Centre. Bien que cette dernière ait été créée à partir de quatre circonscriptions alors représentées par des conservateurs, il fait son retour à la Chambre des communes en obtenant plus de 50 % des suffrages. Il est réélu en 2019 et 2021.
Le 12 janvier 2021, il est nommé ministre des Transports par le premier ministre Justin Trudeau. Le 25 juillet 2023, il annonce qu'il ne se représentera pas aux prochaines élections et que, conséquemment il se retire du conseil des ministres.